# Jurek Pyrko

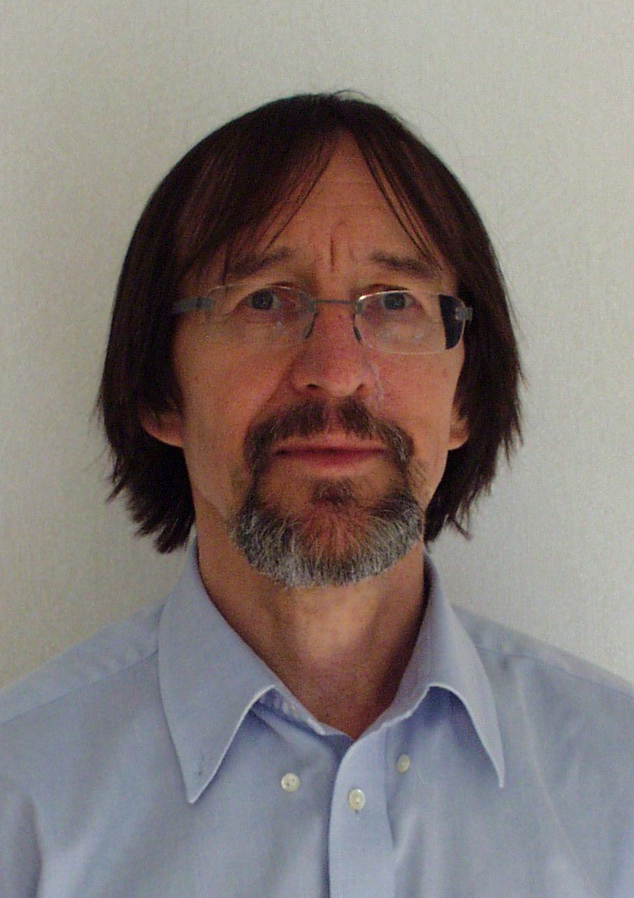

Jurek Pyrko är en svensk professor i energihushållning vid Lunds Universitet – Lunds Tekniska Högskola. Han är född 18 april 1948 i Sandomierz i Polen, sedan 1982 bosatt i Lund. Pyrko forskade 1981–1982 på solenergitillämpningar på Sveriges Lantbruksuniversitet. 1983 anställdes han på Lunds Universitet - Lunds tekniska högskola, vid Institutionen för Värme- och Kraftteknik (nuvarande, sedan 2003,  Inst. för Energivetenskaper). Pyrko lade fram sin licentiatavhandling 1985. Han blev teknologie doktor i energihushållning 1992, docent 1998 och lektor 1999. 2006 installerades han som professor i energihushållning vid samma institution.
År 1999 bildade Pyrko en forskargrupp för energihushållning i byggnader som bedrev studier inom energihushållning (efficient energy use) och effekthushållning (eng. "load management") i byggnadsanknutna energisystem. Projekten finansierades av EU, svenska myndigheter, forskningsråd och energiindustrin. Forskningen omfattade ämnen som  ”typiska belastningskurvor” (eng. "Load_profile"), ”energieffektivisering i byggnader”, ”energirelaterat beteende”, ”energivisualisering”, ”energiprissättning” och ”energifeedback” och var av tvärvetenskaplig karaktär (med hänsyn till teknik-, miljö-, beteende- och ekonomiaspekter). 
Pyrko var verksam som studierektor och pedagogisk konsult på Lunds Tekniska Högskola. Han utvecklade flera energirelaterade kurser på både grund- och avancerad nivå. För sin pedagogik fick han 2004 LTH-rektors utmärkelse Excellent Teaching Practitioner och blev därmed medlem av LTH:s Pedagogiska Akademi.
2017 blev Pyrko professor emeritus.
Parallellt med forskning och undervisning har Jurek Pyrko bedrivit annan verksamhet - som poet, musiker/sångare, konstnär och bokförläggare.
På Universitetsbiblioteket vid Lunds Universitet finns personarkiv donerat 2020 - ”Jurek och Elisabeth Pyrko arkiv” - innehållande texter, artistblock, teckningar, trycksaker, noter, dagböcker, reseböcker, brev, digitalt material med mera.

## Vetenskapliga publikationer[2]

### Viktigaste forskningsrapporter
- Studies on the heat loads in residential buildings. Rapport LUTMDN/(TMVK-7004)/1-147/(1985), licentiatavhandling, Inst för Värme- och Kraftteknik, LTH.
- Effekthushållning i bostäder. LUTMDN/(TMVK-1008)/1-120/(1991). Doktorsavhandling. Inst för Värme- och Kraftteknik, LTH, december 1991.
- Effekthushållning - storheter och definitioner - ordlista. Rapport LUTMDN/(TMVK-3148)/1-18/(1992). Inst för Värme- och Kraftteknik, LTH, maj 1992.
- Preliminär debitering och mätperiodens längd. Inverkan på elanvändning hos enskilda slutanvändare. Inst för Värme- och Kraftteknik, LTH. Rapport LUTMDN/TMHP--02/3002--SE, 2002 (medförfattare fil mag Kerstin Sernhed och tekn lic Peter Matsson).
- El-info via digitala kanaler. Potential att förändra elanvändning i bostäder. Fallstudie 3: "EnergiDialog-Privat" hos E.ON Sverige AB. Energivetenskaper, Lunds Universitet-LTH, ISRN LUTMDN/TMHP--09/3044--SE.
- Prosumenter i våra hus. Energivetenskaper, Lunds Universitet - LTH, ISRN LUTMDN/TMHP-15/3055-SE.

### Viktigaste konferensbidrag
- Load Demand Problems in Electrically Heated Buildings in Sweden - Potential of Load Control Activities. XIIIth UIE International Congress on Electricity Applications, 16-20 juni 1996, Birmingham, Storbritannien.
- Can we change residential customers’ energy attitudes using information and knowledge? DistribuTECH DA/DSM Europe 1998, London, Storbritannien (Medförfattare civ ing Corfitz Norén).
- Does 'Energy Services' Always Mean 'Energy Efficiency'? 2000 ACEEE Summer Study on Energy Efficiency in Buildings, Pacific Grove, California, USA (Medförfattare tekn kand Peter Matsson)
- The Load Demand Component as a Parameter in Modern Electricity Tariffs. DistribuTECH Europe 2001, Berlin, 6-8 November 2001.
- Load demand pricing - Case studies in residential buildings. EEDAL’06, London, juni 2006.
- Conditions of behavioural changes towards efficient energy use – a comparative study between Sweden and the United Kingdom, ECEEE 2009 Summer Study, Cote d'Azur, Frankrike, June 1-6, 2009. (Medförfattare Darby S.).
- “Am I as smart as my smart meter is?” – Swedish experience of statistics feedback to households. ECEEE 2011 Summer Study, Cote d'Azur, Frankrike, June, 2011.
- Energy saving targets! - Tested in households in the Swedish largest electricity saving experiment. ECEEE 2013 Summer Study, Cote d'Azur, Frankrike, June, 2013.

### Lärobok
- Eleffekthushållning i byggnader. 11 föreläsningar. LTH, 2004. ISBN 91-631-5905-8.

### Editor
- Effekthushållning i byggnader - kunskapsläge och forskningsfront 1998. Projektrapporter. LUTMDN/TMVK--3183--SE, 1997 (i samarbete med Corfitz Norén).
- Energieffektivisering i Trelleborgs kommun. Projektrapporter. LUTMDN/TMVK--3187--SE, 1999.
- Energieffektivisering på Findus i Bjuv. Projektrapporter. LUTMDN/TMVK--3182--SE, 2000.
- Visualisering av energianvändning (Visualising Energy Use). Projektrapporter. LUTMDN/TMHP--08/3036--SE, 2008.
- Energirådgivning till... (Energy Advice to...). Projektrapporter, LUTMDN/TMHP-12/3052-SE, 2012.
- Smart om smarta nät (Smart about smart grids). Projektrapporter, LUTMDN/TMHP-14/3053-SE, 2014.

## Författarskap, konst, musik

### Bokutgivning
Samtliga böcker utgivna av Bokryp Bokförlag i Lund.
- KORT (haikudikter). ISBN 91-973905-0-X, 2000. Grafik och layout – Elisabeth M-Pyrko, Formgivning Art2Di2.

KORT - haiku

- KORT - haiku
- CARDS/SHORT (engelsk version av KORT). ISBN 91-973905-1-8, 2002. Grafik och layout – Elisabeth M-Pyrko, Formgivning Art2Di2.

CARDS/SHORT - haikus

- CARDS/SHORT - haikus
- ERRARE HUMANUM EST – poesistycken för minst en mänsklig röst och en blockflöjt (diktsamling). ISBN 978-91-973905-2-1, 2008. Grafisk form – Elisabeth M-Pyrko, Formgivning Art2Di2.

Errare humanum est

- Errare humanum est
- 67 MINNESBILDER (67 IMAGES), ISBN 978-91-973905-4-5, 2016. Grafisk form – Elisabeth M-Pyrko, Formgivning Art2Di2.

67 Minnesbilder / 67 Images

- 67 Minnesbilder / 67 Images

### Konst
- Konstutställning på Lunds Universitet/LTH, 1-5 december 2014, (11 konstnärer). Tecknade och vävda dikter.

West wind (c) J Pyrko 2014

The sun is back (c) J Pyrko 2016

När solen och månen byter plats-Ursinne (c) J Pyrko 2017

Jazz1-Nature Boy (c) J Pyrko 2019

- West wind (c) J Pyrko 2014
- Konstutställning på Lunds Universitet/LTH, 4-8 april 2016, (10 konstnärer). Teckningar och klipp.
- The sun is back (c) J Pyrko 2016
- Konstutställning på Lunds Universitet/LTH, 4-8 december 2017, (13 konstnärer). Teckningar och bildvarianter.
- När solen och månen byter plats-Ursinne (c) J Pyrko 2017
- Konstutställning ”Tidlös som ljus och skugga” på Biblioteket Väster i Lund, 3 december 2018 – 10 januari 2019, (individuellt). Vita teckningar, vävar i garn och papper.

Mumindalen (c) J Pyrko 2017

- Konstutställning på Lunds Universitet/LTH, 20-24 maj 2019, (12 konstnärer). Teckningar och collage i orange.

- Virtuell Konstutställning ”Konst-i BÖCKER-i konst - om skapande och formgivning” på Biblioteket Väster i Lund, 30 mars - 30 april 2020 (joint).   Jurek Pyrko: teckningar, dikter, haiku. Elisabeth M-Pyrko: klipp, bok-layout.

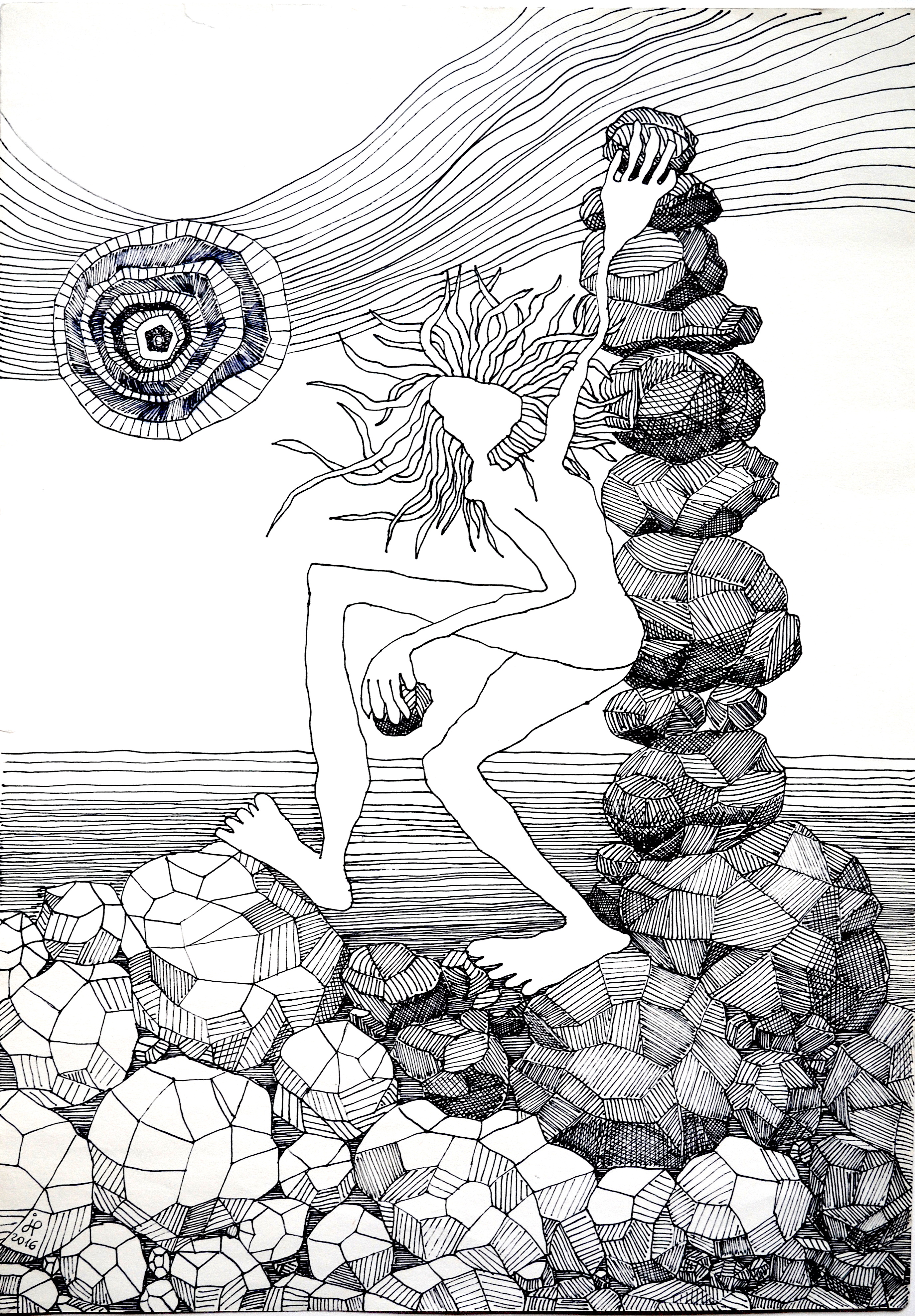
Utmana inte solen om du inte kan vinna (c) J Pyrko 2016

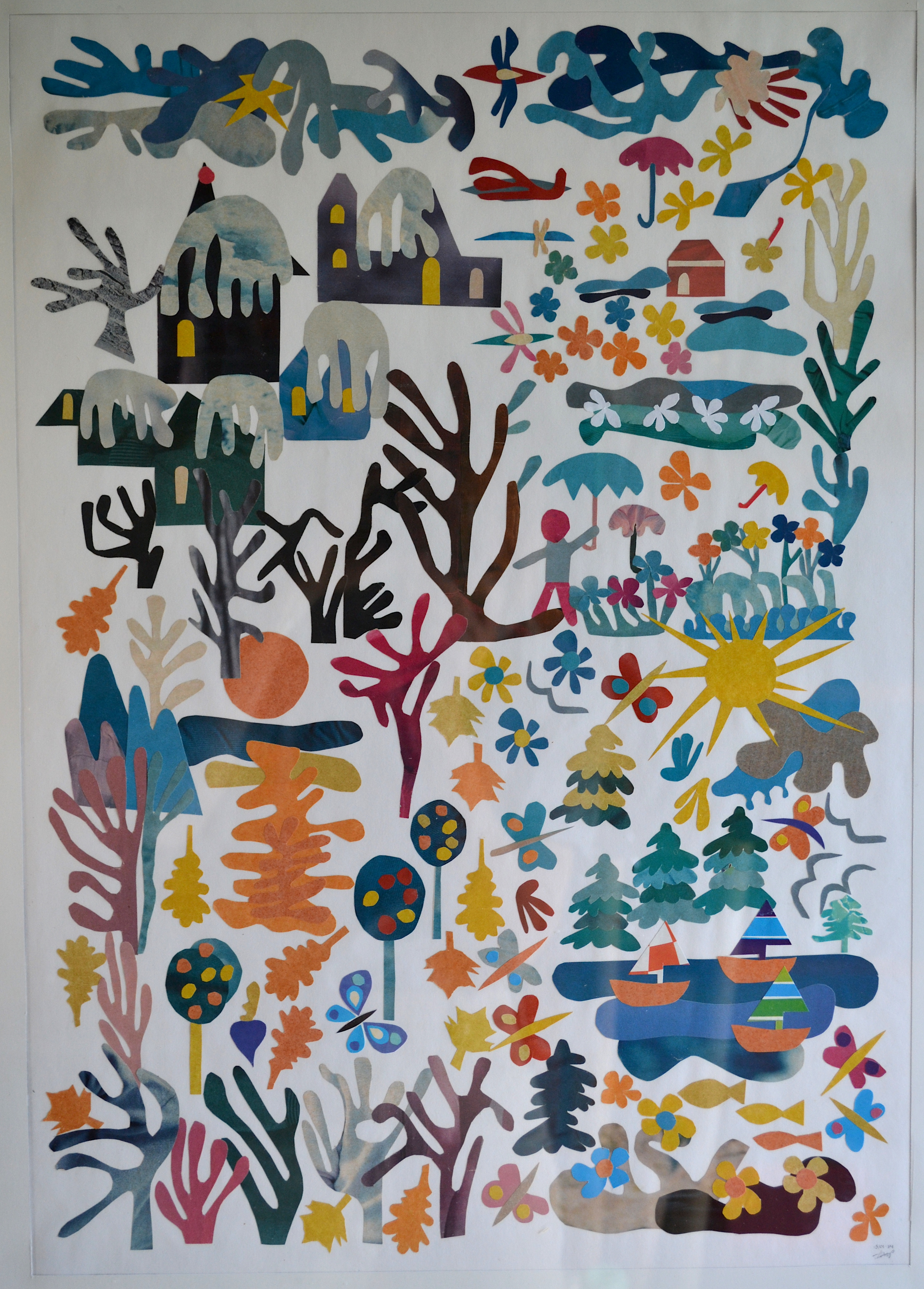
4 årstider (c) Elisabeth M-Pyrko 1989

- Konstutställning "Teckningar: 3 serier" i Stadshallen i Lund, 30 september - 5 oktober 2024, individuellt.

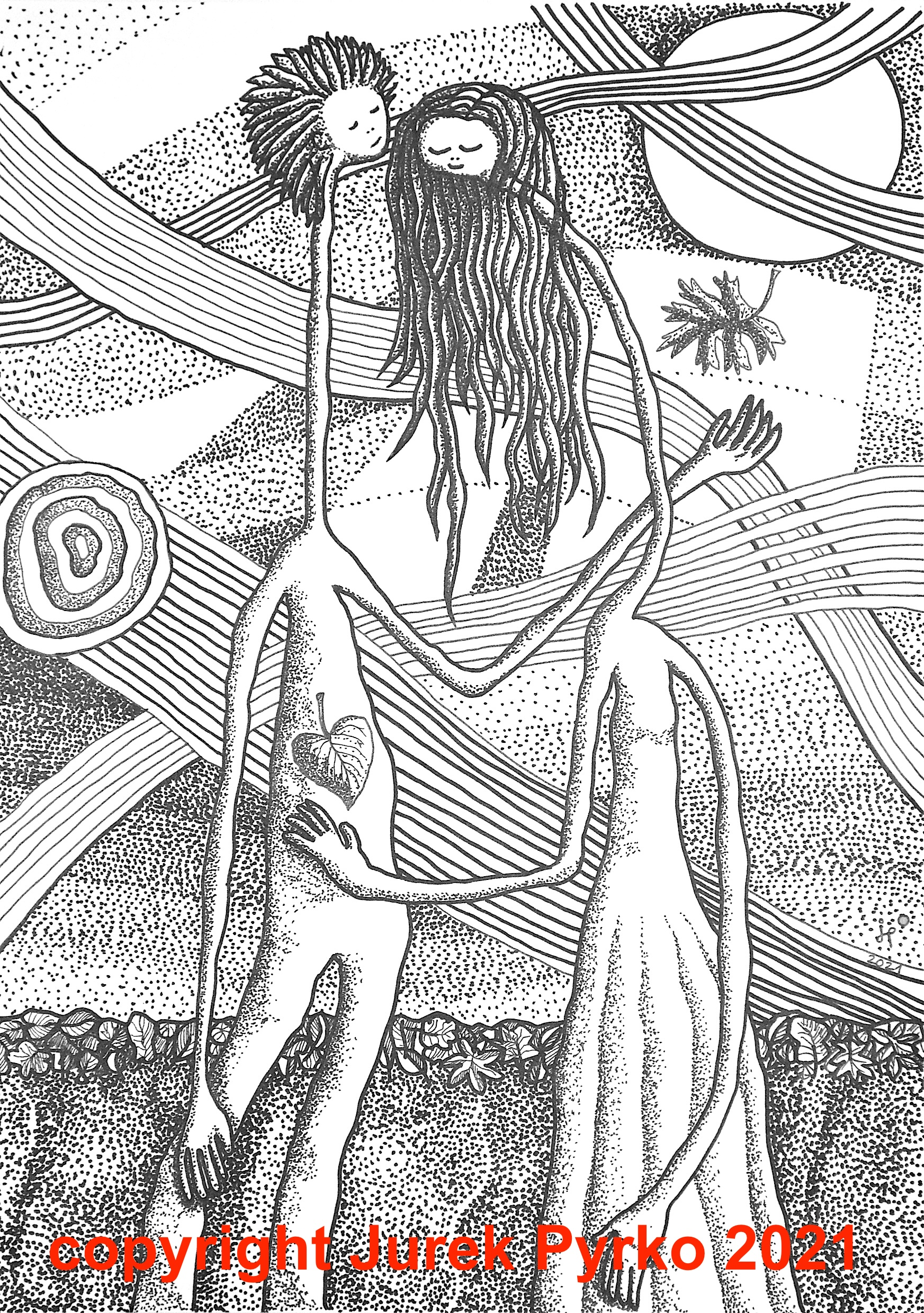
Har inte märkt att det är höst igen (c) Jurek Pyrko 2021

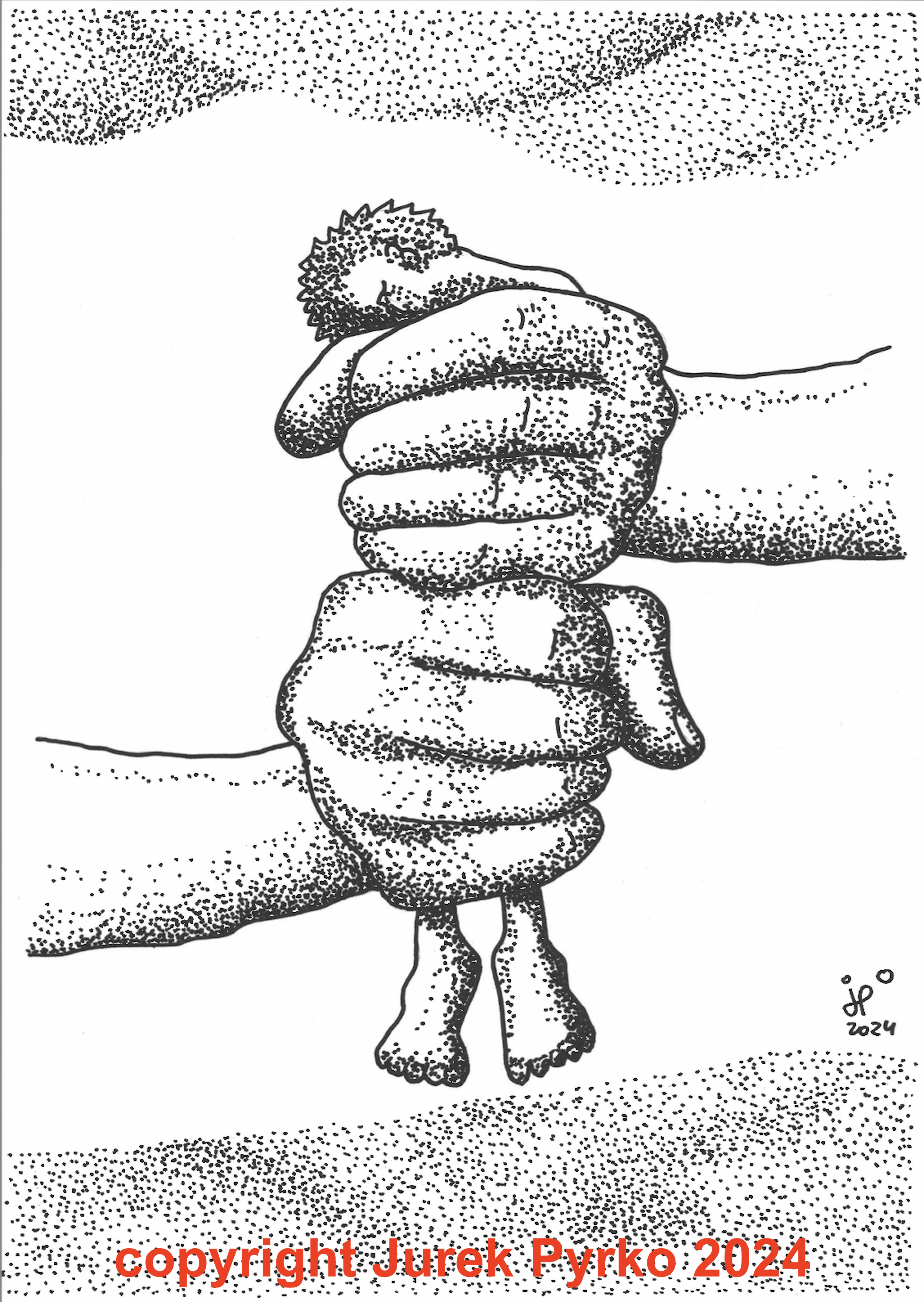
Härskarteknik5-Dubbelbestraffning (c) Jurek Pyrko 2024

### Musik
- Mellan 1969 och 1977 - singer-songwriter (i Polen). Exempel: Youtube1. Youtube2.
- År 2010 startade en sång- och musikgrupp SångMaskinen på Lunds Tekniska Högskola.
- Sedan 2015 – komponerar egen musik. Exempel: Youtube3
- Hösten 2019 bildade tillsammans med Carl Sköld musikgruppen Poesibandet (i Lund). Bandet spelar tonsatta dikter, både andras och egna. Under 2021 består gruppen av Jurek Pyrko (sång, gitarr), Pia Carlson (sång, flöjt, bas) och Carl Sköld (sång, gitarr).  Från våren 2022 är en ny bandmedlem - Per Hiselius - med (bas, keyboard, mandolin, perkussion, sång).
- Publicerade inspelningar (bl a Youtube, Spotify):

- "Scarborough Fair" - december 2020
- "Tåget 23:58" (dikt / musik Jurek Pyrko) - april 2021
- "Vår sång" (dikt / musik Pia Carlson) - april 2021
- "Stjärnorna växer om våren" (dikt Karin Boye / musik Jurek Pyrko) - november 2021
- "Syner och röster" (dikt Gustaf Fröding / musik Carl Sköld) - november 2021
- "Till dig, min kärlek" (dikt - Jacques Prévert / musik/översättning - Jurek Pyrko) - mars 2022
- "Vårt hem" (dikt och musik av Jurek Pyrko) - augusti 2023
- "Idealism och realism" (dikt: Gustaf Fröding, musik: Carl Sköld) - maj 2024